# ع الأصل دور (مسلسل)
ع الاصل دور مسلسل درامي مصري، تم إنتاجه عام 1987، من تمثيل محمد رضا ومحمد هنيدي وحسن حسني ، تدور أحداثه في قالب كوميدي وتارة تراجيدي، في حارة شعبية فقيرة يعتمد سكانها على رزقهم اليومي البسيط، وعلى الرغم من حياتهم القاسية إلا أنهم متوكلون على الله في جميع أمورهم. فنجد بائع البسبوسة والحلاق وصاحب المقهي والعجلاتي وبائعة اللعلب والخياطة، كما نرى الفتاة المتطلعة الساخطة على حياتها وبيئتها البسيطة، حتى أنها تستطيع أن تترك أبيها العجوز وأهلها عند أول فرصة لها للحصول على حياة أفضل.